# Невена Тошева
Невена Спасова Тошева е българска режисьорка, сред видните имена в българското документално кино.

## Биография
Родена е в пернишкото село Гърло, Царство България. Става член на Българската комунистическа партия през 1945 г. Завършва българска филология в Софийския държавен университет през 1958 г.
Работи в Студията за документални филми „Време“: като монтажист в периода 1951 – 1958 г. и като режисьор след 1962 г.
По-известни нейни филми са: „Толкова ли съм лош!“ (1965), „Звеното“ (1975), „Моми“ (1977), „Учители“ (1978), „Пансионът“ (1979), „Рак“ (1983), „В ателието“ (1984) и „Кръстьо Раковски – един обречен“ (1991). Автор е също на документалния филм за Ванга „Феноменът“.
През кариерата си на режисьор спечелва национални и международни награди. През 2012 г. получава наградата за цялостно творчество на Българската филмова академия.